# Gubble
Gubble est un jeu vidéo sorti en 1997 et développé par Mud Duck Productions.
Sorti sur Mac et sur PC en 1997 et sur PlayStation en 2002, l'objectif du jeu est de commander l'extraterrestre (Un Zymbot) Gubble dans différents niveaux labyrinthique, en utilisant des outils (comme un marteau ou un tournevis) pour dévisser vis, clous et verrous.
Le scénario reste vague sur l'univers de Gubble (il n'est guère mentionné que dans le manuel) et n'est là que pour ajouter un peu de rationalité au jeu. Bien qu'aucune planète ne soit nommée, celles-ci sont similaires à celles existantes (Lave ressemble par exemple à Vénus).